# Burgallee (Hanau)
Die Burgallee ist die westlichste von drei zentral auf den Mittelrisalit des Schlosses Philippsruhe in Hanau ausgerichteten Alleen.

## Verlauf
Sie verläuft in nordwestlicher Richtung vom Schloss und verbindet dieses mit Wilhelmsbad, einer spätbarocken Kuranlage mit einem englischen Landschaftspark. Dabei kreuzt sie die Frankfurter Landstraße, die Maintaler Landstraße, die Frankfurt-Hanauer Eisenbahn und die Hochstädter Landstraße. Zielpunkt der Burgallee ist die Burgruine von Wilhelmsbad, eine künstliche Ruine, Staffagearchitektur für ein kleines, durch Wilhelm IX. von Hanau errichtetes Schlösschen. Von ihr leitet sich der Name der Straße ab.
Die beiden anderen Alleen, die zentral auf den Mittelrisalit des Schlosses Philippsruhe zulaufen, sind die Philippsruher Allee (von der Stadt Hanau, von Osten) und die Kastanienallee von der Fasanerie in Wilhelmsbad, von Norden.

## Bebauung
Die Allee war zunächst mit Pappeln bepflanzt, die 1845 durch Pyramidenpappeln ersetzt wurden. Heute bestehen die beiden Baumreihen in sich aus unterschiedlichen Gehölzen, begleiten aber den gesamten Straßenverlauf.
Südlich der Frankfurter Landstraße weist die Allee eine geschlossene Bebauung auf. Die ursprüngliche überwiegende Einzelhausbebauung, zum Teil Villen aus der Zeit um 1900, wurde während der Luftangriffe auf Hanau im Zweiten Weltkrieg und durch die Geringschätzung der Architektur des Historismus in der Nachkriegszeit teilweise zerstört. Als Kulturdenkmäler ausgewiesen sind davon heute die Hausnummern 15, 20, 52–56 und 132. Hinzu kommen das Wasserwerk III (Nr. 119) und das Empfangsgebäude des Bahnhofs Hanau-Wilhelmsbad (Nr. 127).
An der Westseite der Allee, unmittelbar südlich der Kreuzung mit der Eisenbahn liegt das Herbert-Dröse-Stadion.

## Bedeutung
Die Burgallee ist ein Kulturdenkmal aufgrund des Hessischen Denkmalschutzgesetzes.